# Ziegenrück
Ziegenrück ist ein Landstädtchen im Saale-Orla-Kreis im Südosten von Thüringen und die fünftkleinste Stadt Deutschlands. Die Stadt liegt im tief eingeschnittenen Tal der mäandernden Saale zwischen der Bleilochtalsperre flussauf- und dem Hohenwarte-Stausee flussabwärts im thüringischen Vogtland. Oberhalb der Stadt liegt die Kemenate Ziegenrück. Da die beengte geografische Lage eine weitere Entwicklung verhinderte, zählt Ziegenrück heute zu den kleinsten Städten Thüringens.

## Geografie
Ziegenrück liegt am Nordrand des Thüringer Schiefergebirges an der Saale, die das Stadtgebiet in mehreren Schleifen durchzieht. Die Hänge am Rand ihres Tals steigen steil an und sind bewaldet. Darüber befinden sich als landwirtschaftliche Flächen genutzte Hochebenen.
Die Altstadt erstreckt sich im Tal des Drebabachs, der dort von rechts in die Saale einmündet. Südlich davon steht der Bahnhof, um ihn herum liegt die Neustadt auf einer relativ ebenen Fläche im Saaletal. Ziegenrück erstreckt sich auch ins Plothental rechts der Saale. Auf der linken Seite des Flusses befinden sich die Schule, der Sportplatz; südlich der Stadt liegt eine Industrieansiedlung.
Angrenzende Gemeinden sind Eßbach, Keila, Moxa, Paska, Remptendorf und Schöndorf.
Nächstgelegene größere Städte sind Schleiz im Osten (16 km), Pößneck im Norden (13 km), Saalfeld im Westen (28 km) und Bad Lobenstein im Süden (21 km).

## Geschichte

### Mittelalter
Ziegenrück wurde um das Jahr 1000 gegründet. Die erste Siedlung soll sich zum größten Teil oberhalb der alten Schäferei befunden haben und durch eine Überschwemmung vernichtet worden sein. Der Ortsname Ziegenrück ist auf die sorbische Bezeichnung Czegenruck zurückzuführen, sie bedeutet „Flussbogen“ oder „Flussschlinge“. Aus dem Jahr 1258 stammt die erste urkundliche Erwähnung des Ortes. Auch in diesem Jahr wurde in Ziegenrück die Obermühle erstmals urkundlich und etwas später weitere Mühlen erwähnt. Seit 1328 besitzt der Ort das Stadtrecht.

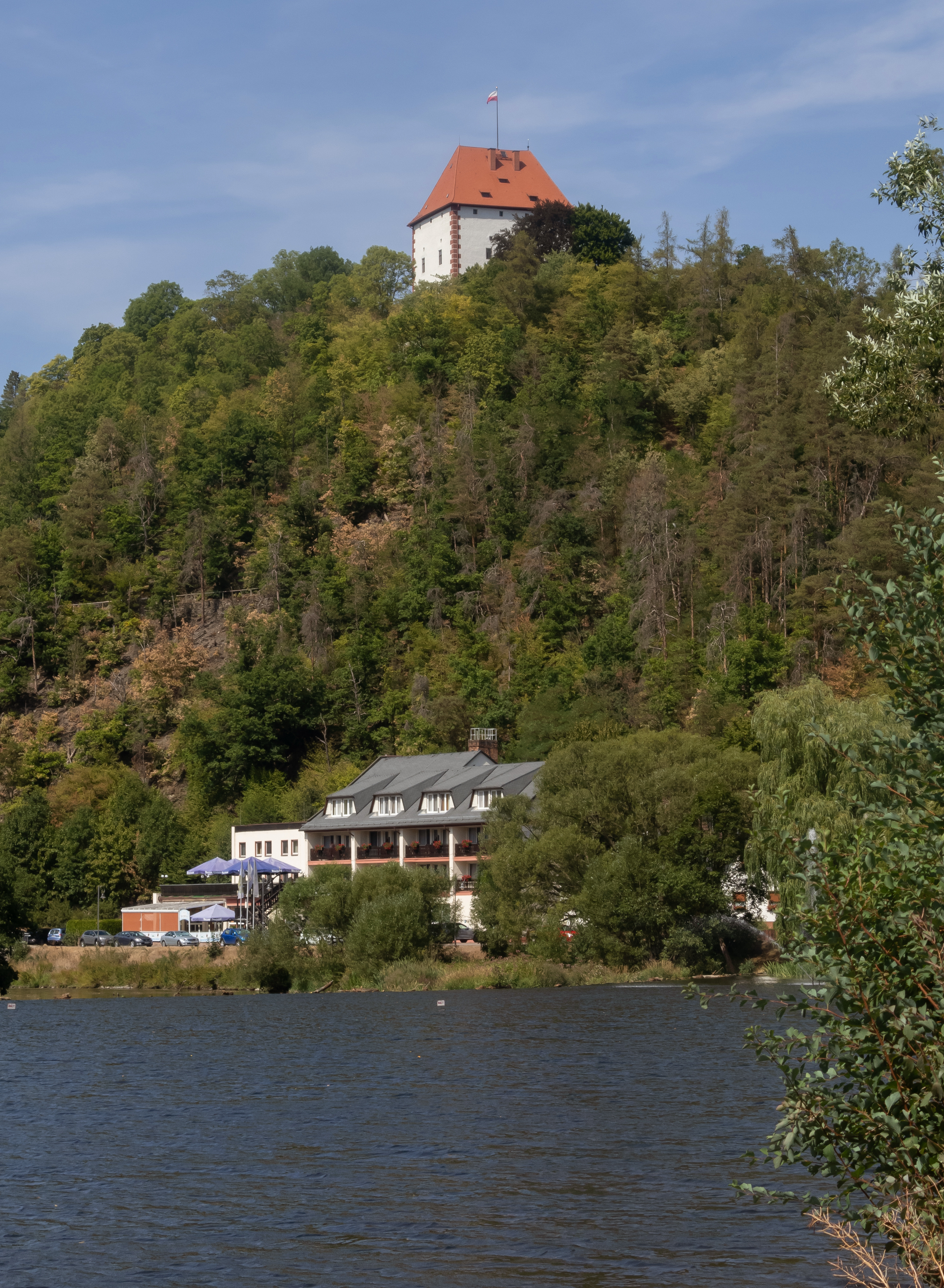
Die Kemenate Ziegenrück

Die Burg Ziegenrück (jetzt: Kemenate Ziegenrück) war eine Bastion des Reichsgutskomplexes Saalfeld und wurde 1222 erstmals genannt. Sie lag strategisch günstig auf einem Felssporn hoch über der Saale zwischen dem Dreba- und dem Sormitztal und diente wohl der Überwachung und Sicherung des Flussübergangs der Saale für die damalige Straße von Nord nach Süd. Der Felssporn hat drei Seiten Steilhänge und besaß Gräben, welche die Anlage in Abschnitte teilten. Die Burg war im Besitz der Grafen von Orlamünde. Ab dem 14. Jahrhundert gehörte sie dem Thüringer Landgrafen. Vorübergehend war Vogt Heinrich II. von Plauen Inhaber. 1448–1481 wurde die Veste an die Herren von Obernitz verpfändet. 1485 waren die Ernestiner der Linie Wettin Eigner. Nach mehreren Bränden wurde die Burg im 18. und 19. Jahrhundert abgebrochen. Die Kemenate diente dann als Jugendherberge und ist nun als Hotel vorgesehen.

### Frühe Neuzeit
Ziegenrück kam 1567 mit den „assekurierten Ämtern“ in den Pfandbesitz und ab 1660 in den vollständigen Besitz des albertinischen Kurfürstentums, gehörte damit bis 1815 zum Neustädter Kreis des Königreichs Sachsen (Amt Ziegenrück) und wurde dann Kreisstadt im Regierungsbezirk Erfurt der preußischen Provinz Sachsen (Kreis Ziegenrück). Grund dieser außergewöhnlichen Verwaltungsart war wohl die am 24. August 1300 erfolgte Vermählung von Markgraf Friedrich der Freidige und Elisabeth, der 14-jährigen Tochter seiner Stiefmutter aus der Verbindung mit Otto von Lobdeburg-Arnshaugk. Deshalb brachte die junge Frau Neustadt an der Orla, Auma, Ziegenrück und ein Viertel der Stadt Jena mit in die Ehe. Nicht nur Friedrich wurde vom Kaiser begünstigt, sondern auch der landgräfliche Vormund der Elisabeth, Heinrich von Plauen, dem auch Gebiete übereignet wurden. Friedrich überließ zudem den Reußen die Burgen Triptis, Auma und Ziegenrück als Unterpfand für die Summe von 3000 Schock Meißner Groschen, die er schuldete, und der Kaiser stimmte zu.

### 19. und 20. Jahrhundert
1894 erreichte die Oberlandbahn aus Triptis Ziegenrück, ein Jahr später folgte die Fortsetzung nach Lobenstein.
Während des Zweiten Weltkriegs mussten zahlreiche Kriegsgefangene und Arbeitskräfte aus der Sowjetunion am Ort Zwangsarbeit verrichten. 16 Opfer der Zwangsarbeit sind auf dem Ehrenfriedhof in der Parkanlage am Saaleufer begraben. Dort wurde 1985 eine Stele zur Erinnerung an den Todesmarsch aufgerichtet, bei dem im April 1945 fünf KZ-Häftlinge auf der Straße von Paska nach Ziegenrück ihr Leben verloren.
Am 1. Oktober 1945 wurde der Landkreis Ziegenrück aufgelöst. Dabei ordnete man die Stadt dem Landkreis Saalfeld zu. 1952 wurde der Ort Teil des Kreises Schleiz im Bezirk Gera. 1994 ging der Kreis Schleiz im Saale-Orla-Kreis auf.

## Einwohnerentwicklung
Entwicklung der Einwohnerzahl (ab 1994: Stand jeweils 31. Dezember):

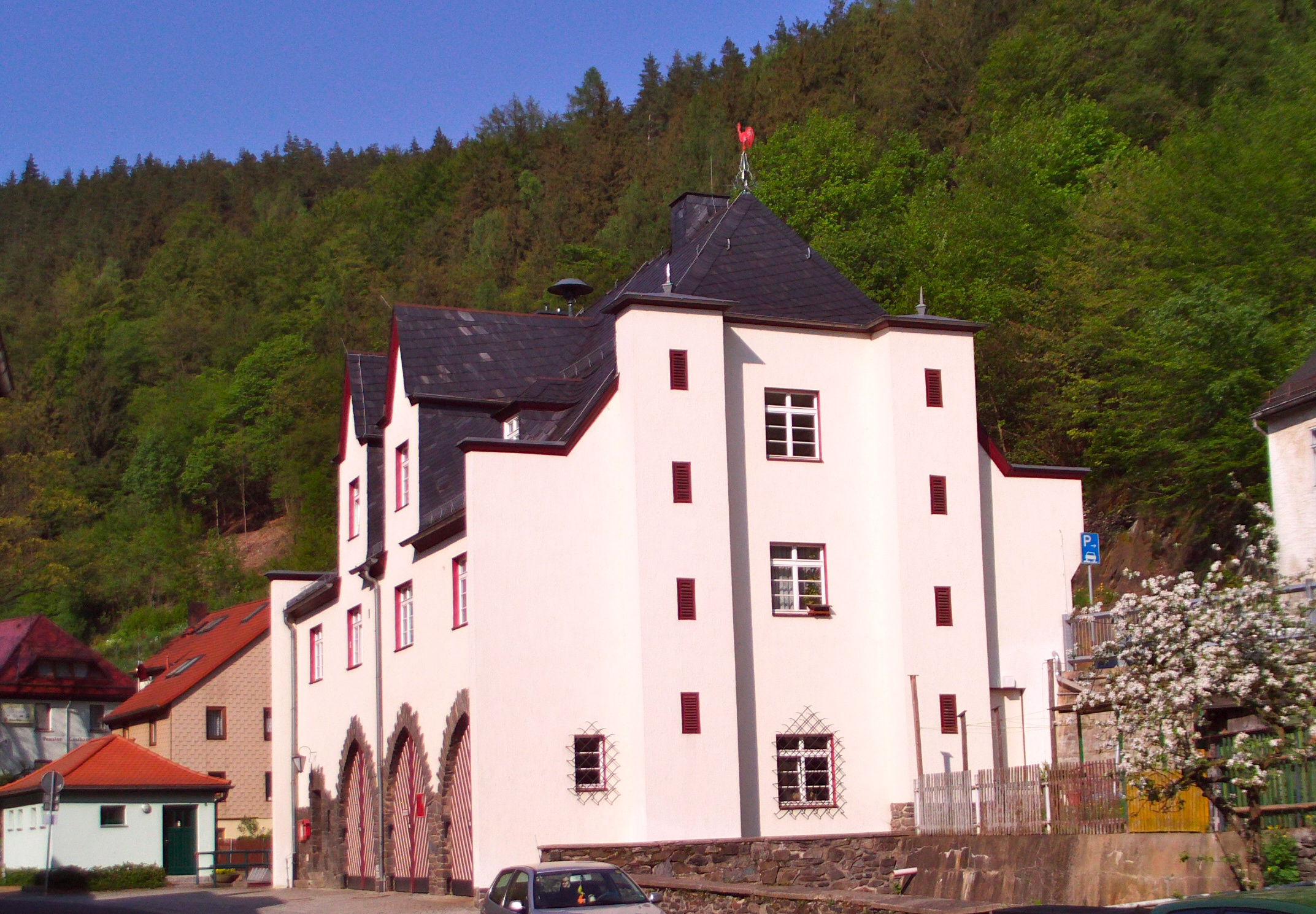
Feuerwehrhaus Ziegenrück

| 1833 bis 1996 - 1833: 694 - 1890: 1.072 - 1933: 1.247 - 1939: 1.191 - 1994: 998 - 1995: 966 - 1996: 931 | 1997 bis 2003 - 1997: 925 - 1998: 906 - 1999: 883 - 2000: 858 - 2001: 838 - 2002: 828 - 2003: 806 | 2004 bis 2010 - 2004: 791 - 2005: 785 - 2006: 758 - 2007: 738 - 2008: 722 - 2009: 731 - 2010: 731 | 2011 bis 2017 - 2011: 722 - 2012: 717 - 2013: 700 - 2014: 677 - 2015: 667 - 2016: 660 - 2017: 647 | ab 2018 - 2018: 657 - 2019: 657 - 2020: 640 - 2021: 629 - 2022: 646 - 2023: 615 - 2024: 626 |

 Datenquelle ab 1994: Thüringer Landesamt für Statistik

## Politik
Ziegenrück ist Mitglied der Verwaltungsgemeinschaft Ranis-Ziegenrück mit Sitz in Ranis.
Die in Thüringen vom Landesverfassungsschutz (AfV) als rechtsextrem eingestufte AfD erreichte in Ziegenrück bei den Kommunalwahlen im Mai 2024 einen Stimmenanteil von rund 40 Prozent, bei der Europawahl im Juni 2024 kam die Partei auf 48 Prozent.

### Stadtrat
Die vergangenen drei Gemeinderatswahlen führten zu folgenden Ergebnissen:
| Parteien und Wählergemeinschaften    | Parteien und Wählergemeinschaften                                                          | Prozent 2024 | Sitze 2024 | Prozent 2019 | Sitze 2019 | Prozent 2014 | Sitze 2014 |
| ------------------------------------ | ------------------------------------------------------------------------------------------ | ------------ | ---------- | ------------ | ---------- | ------------ | ---------- |
| FVV e. V.                            | Fremdenverkehrsverein Ziegenrück e. V.                                                     | 53,1         | 5          | 35,7         | 3          | 46,7         | 3          |
| WG WIR für Ziegenrück                | Wählergemeinschaft WIR für Ziegenrück                                                      | 34,2         | 2          | –            | –          | –            | –          |
| WG FF Ziegenrück 2019: FF Ziegenrück | Wählergemeinschaft Freiwillige Feuerwehr Ziegenrück 2019: Freiwillige Feuerwehr Ziegenrück | 12,7         | 1          | 35,4         | 3          | –            | –          |
| ZKG e. V.                            | Ziegenrücker Karnevalsgesellschaft Blau-Weiß 1984 e. V.                                    | –            | –          | 28,9         | 2          | 53,3         | 5          |
| Wahlbeteiligung                      | Wahlbeteiligung                                                                            | 60,7 %       | 60,7 %     | 62,7 %       | 62,7 %     | 48,4 %       | 48,4 %     |

### Wappen
Blasonierung: „In Silber eine linksgewendete schwarze Ziege, über deren Rücken schwebend ein dreitürmiges rotes Gebäude mit erhöhtem Mittelturm.“

## Sehenswürdigkeiten

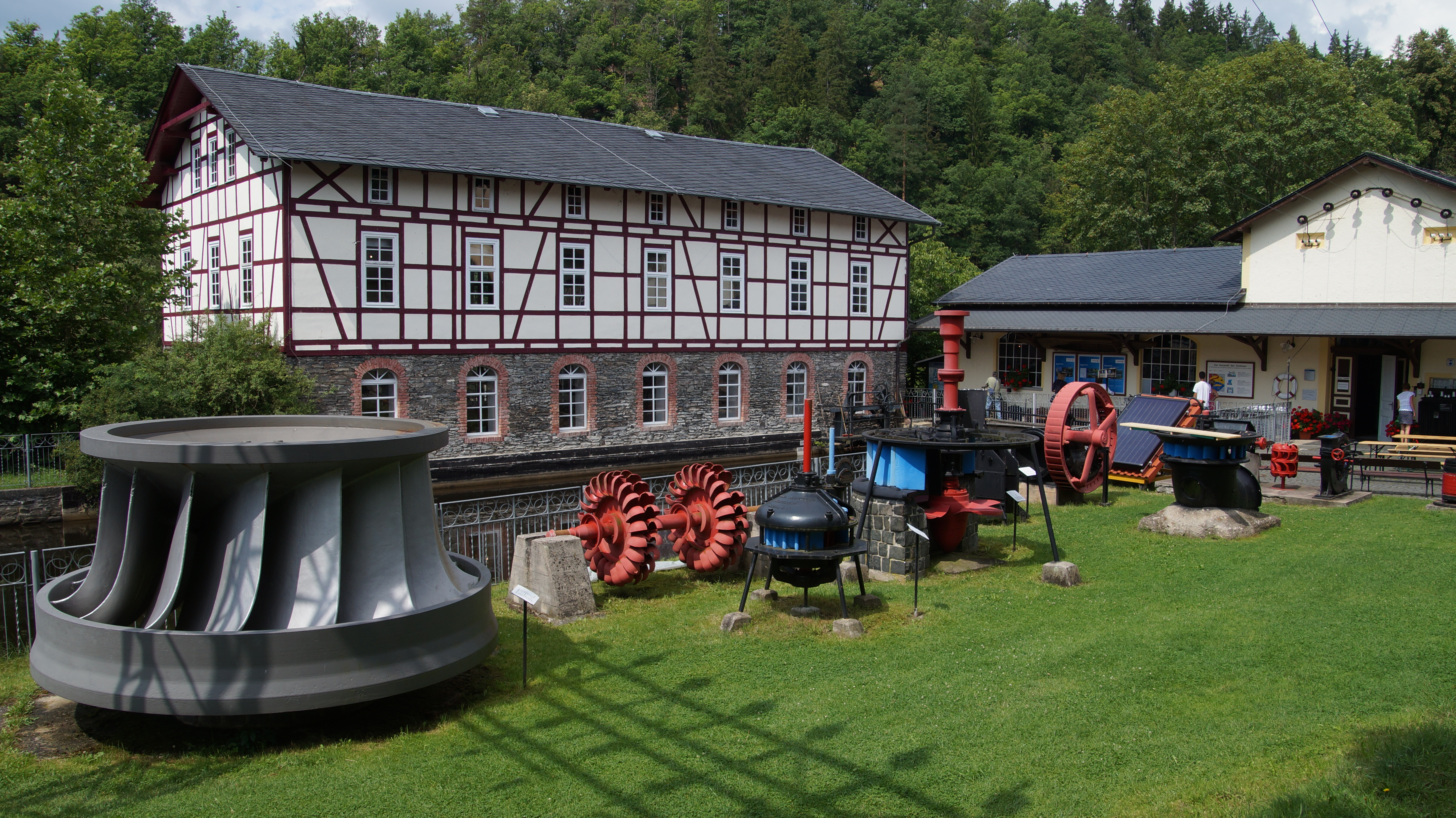
Wasserkraftmuseum

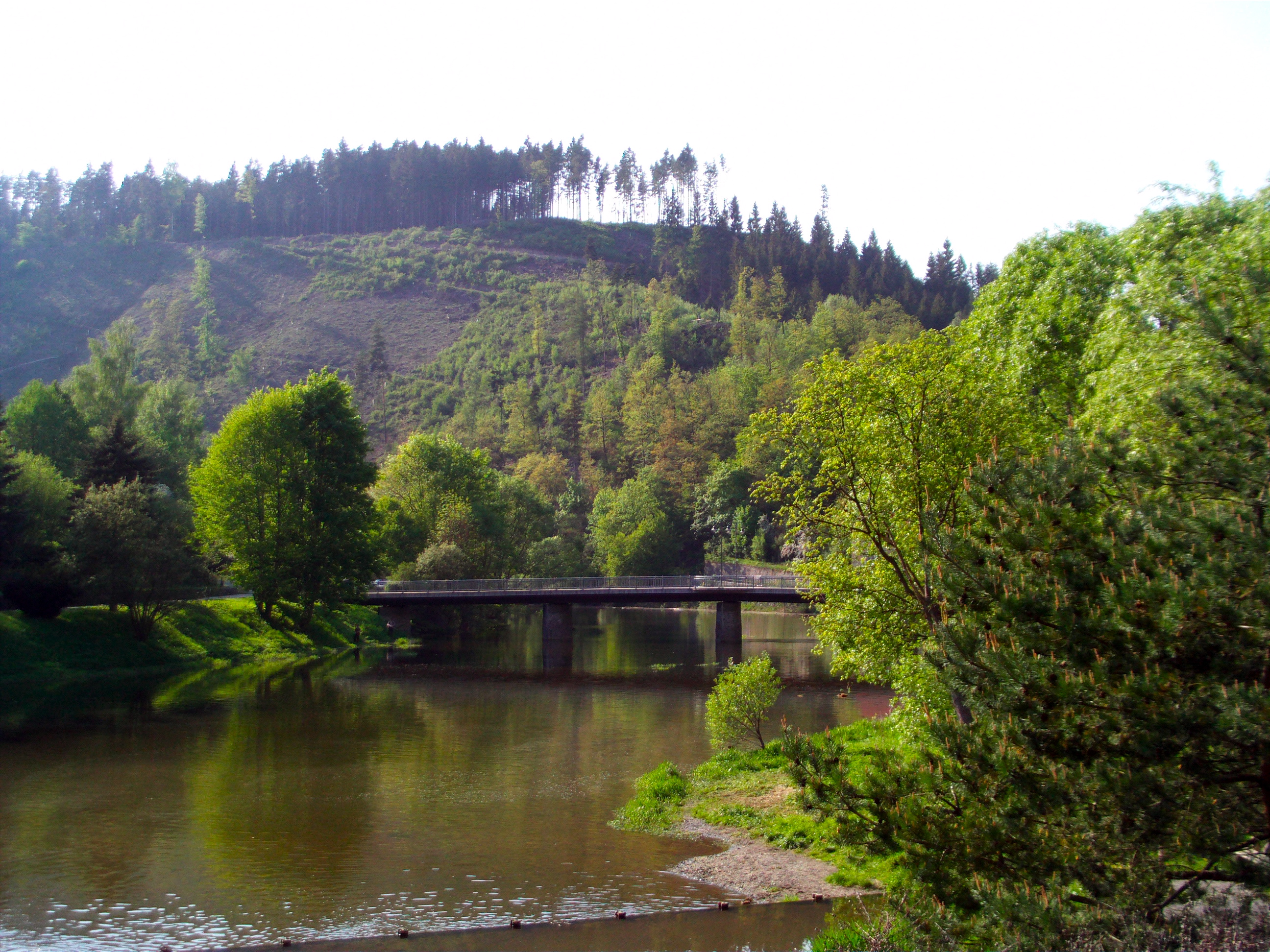
Saalebrücke (Schulstraße) Ziegenrück

Im Kern der Altstadt liegt die Stadtkirche St. Bartholomäus und St. Nikolaus. Sie wurde erstmals 1264 erwähnt und stammt in ihrer heutigen Form aus dem 14./15. Jahrhundert. Nach einem Brand 1656 wurde sie im Äußeren etwas verändert. Am Marktplatz befinden sich einige Fachwerkhäuser aus dem 16./17. Jahrhundert, unter anderem das Pfarrhaus von 1650.
Über der Stadt auf dem Schlossberg befindet sich die Kemenate Ziegenrück, die aus dem ersten Viertel des 15. Jahrhunderts stammt. Sie ist der letzte erhaltene Teil der 1550 zerstörten Burg an dieser Stelle und mit den Anlagen in Orlamünde und Reinstädt vergleichbar.
Durch Ziegenrück verlaufen der Bergwanderweg Eisenach–Budapest, der Saale-Orla-Wanderweg und der Saale-Radweg.
Hier endet von Rügen kommend der Fernwanderweg Ostsee-Saaletalsperren.

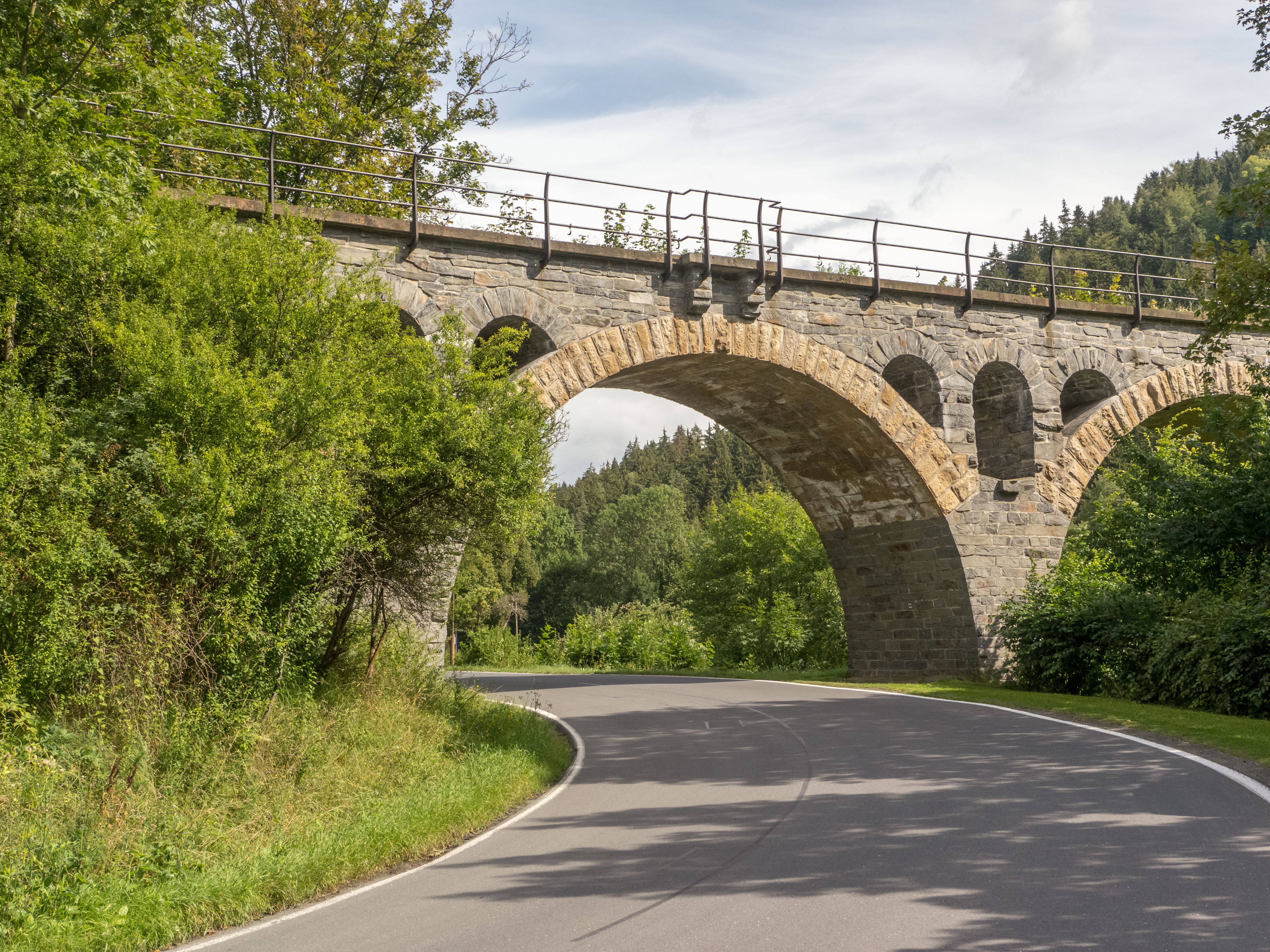
Saaleviadukt Ziegenrück

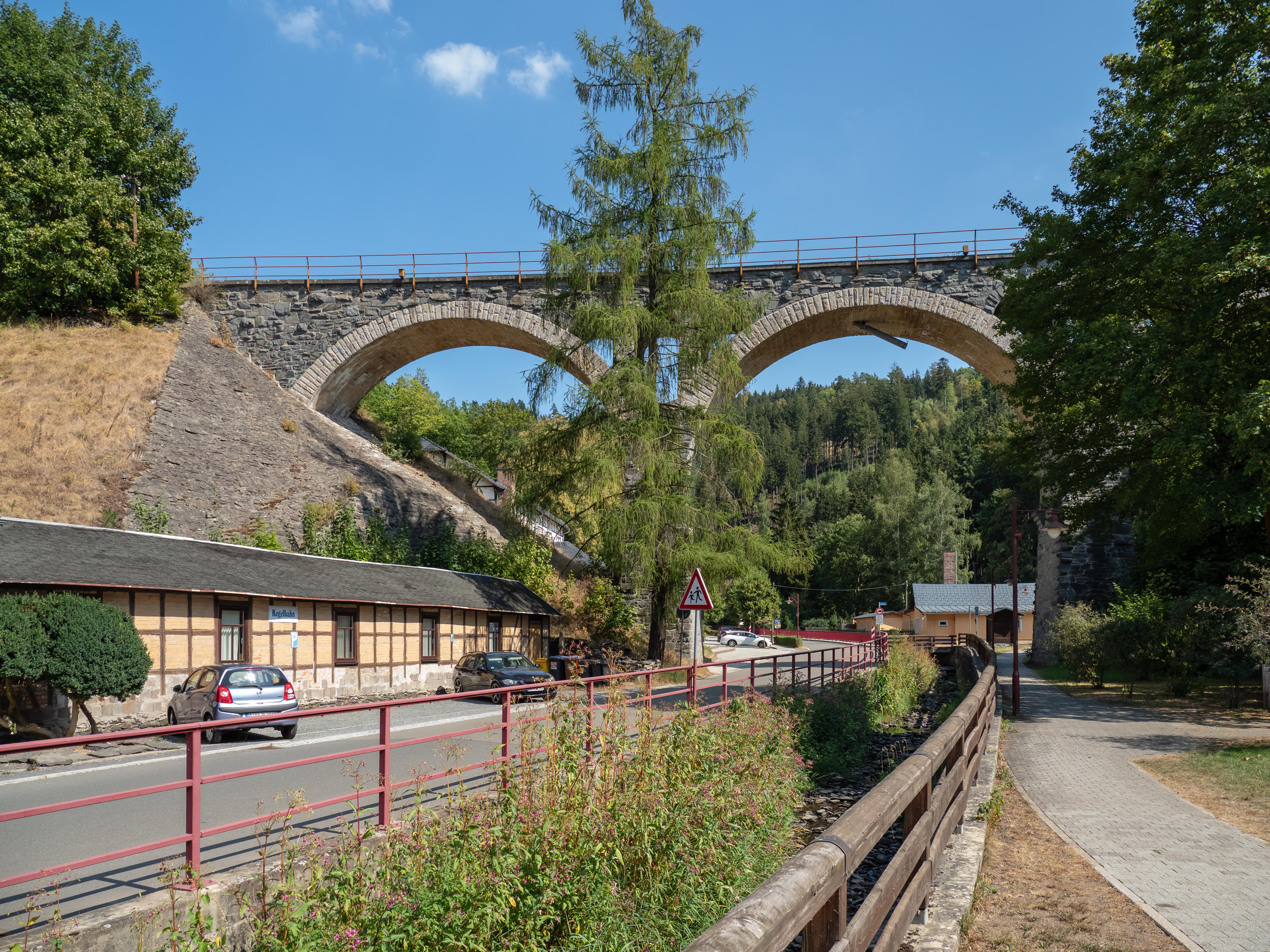
Eisenbahnüberführung über die Straße ins Plothental

Sehenswert ist auch das Wasserkraftmuseum, in dem die Nutzung der Wasserkraft in der ersten Hälfte des 20. Jahrhunderts dokumentiert wird. Es befindet sich in der erstmals 1558 urkundlich erwähnten Fernmühle, die 1900 zum Laufwasserkraftwerk umgebaut wurde, um die hiesige Kartonagenfabrik mit Strom zu versorgen. Das 1965 stillgelegte und als technisches Denkmal erhaltene Werk veranschaulicht die Anfänge der Elektrifizierung. Das Wasserkraftmuseum bietet auch regelmäßig Sonderausstellungen mit verschiedenen Themen, die auf eine oder andere Weise mit Wasser und Wasserkraftgewinnung verbunden sind.
Im Saaletal westlich der Ziegenrücker Altstadt, nahe der Mündung der Sornitz in die Saale, unter dem Burgberg, ist ein Gesteinsaufschluss sichtbar, der zu den bedeutendsten Geotopen Thüringens bzw. sogar Deutschlands gehört: die Ziegenrücker Kulmfalte. Sie wurde 2019 als Nationales Geotop ausgewiesen. Der Aufschluss zeigt eindrucksvoll mächtige Lagen von Sedimentgesteinen (Tonschiefern und Grauwacken), die in mehreren Viertelkreisbögen nach unten gebogen sind. Diese Faltung – mit dem flachen NW-Schenkel und dem senkrecht stehenden SO-Schenkel – ist typisch für den tektonischen Bau des Thüringer Schiefergebirges. Die Gesteine entstammen dem Unterkarbon (Kulm) und entstanden vor rund 335 Millionen Jahren, als mit der beginnenden Variszischen Gebirgsbildung Gesteinsmaterial im Meer zwischen den Kontinenten Laurussia und Gondwana abgelagert wurde. Die Sedimentschichten wurden in einer späteren Phase der

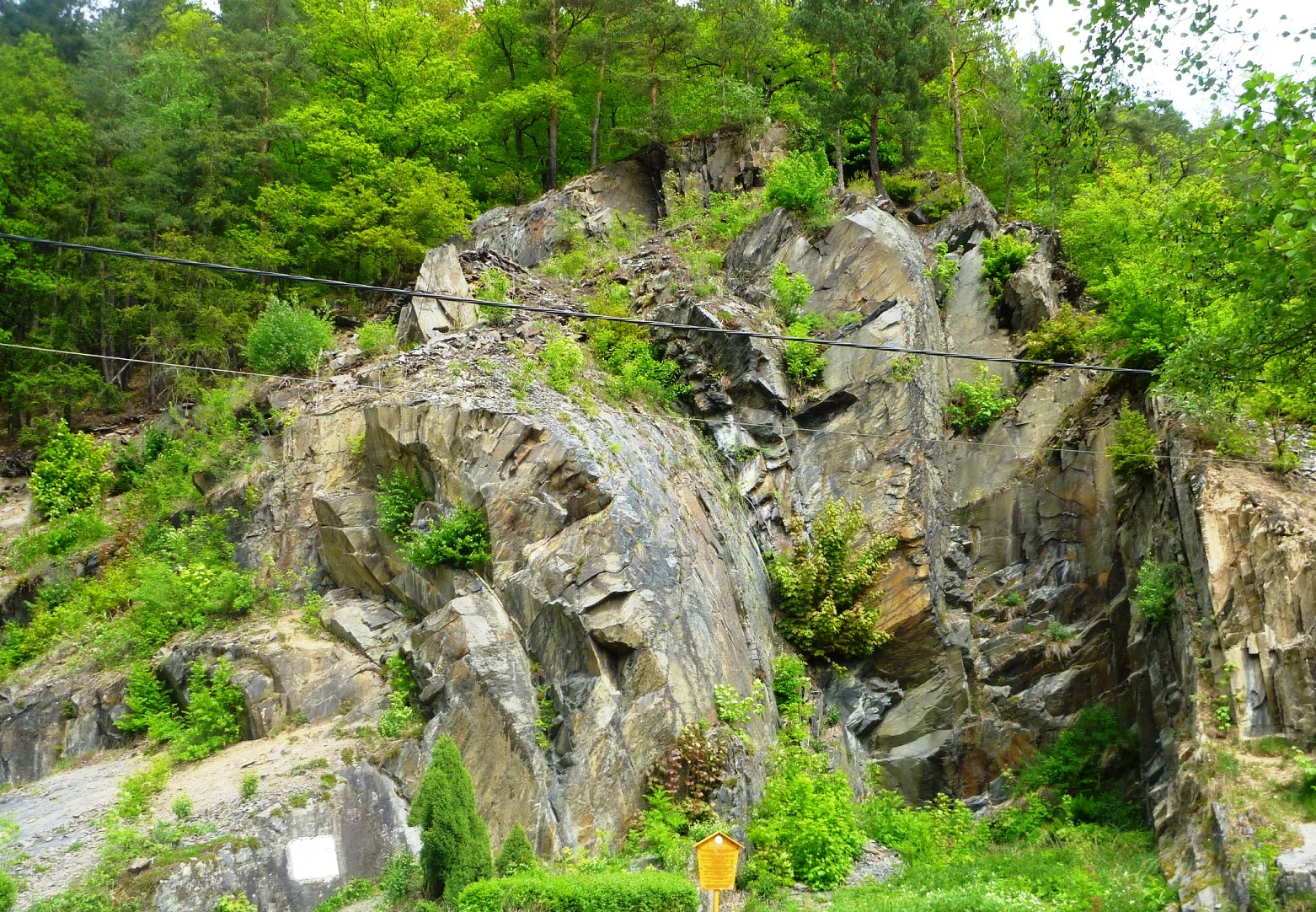
Ziegenrücker Kulmfalte

Variszischen Gebirgsbildung gefaltet.

## Kultur
Die „Poetenstube“ im Zentrum von Ziegenrück bietet regelmäßig Poesielesungen und Kunstausstellungen an, zudem verfügt sie über eine kleine Bibliothek.
In der „Treffpunkt Foto Galerie“ am Platz der Jugend im Zentrum von Ziegenrück gibt es eine Dauerausstellung von Fotokunst mit Bildern von Ziegenrück und Umgebung. Weiterhin finden monatlich Sonderausstellungen mit anderen Themen statt. Das Lokal bietet über 50 Kunstwerke und freien Eintritt.
Die ehemalige Katholische Kirche in der Paskaer Straße wurde nach der Übernahme durch Privatbesitzer in ein Kulturzentrum umgewandelt, wo regelmäßig Konzerte und Ausstellungen stattfinden.

## Wirtschaft und Infrastruktur
Die Wirtschaft Ziegenrücks ist von der Saale geprägt. Diente sie früher vor allem der Flößerei, so ist heute die Wasserkraft zur Stromerzeugung von Bedeutung. Ziegenrück ist ein staatlich anerkannter Erholungsort.
1895 erhielt Ziegenrück einen Bahnanschluss an der Bahnstrecke Triptis–Marxgrün, die die Stadt mit Gera im Norden und Hof im Süden verband. 1945 wurde diese Strecke durch die innerdeutsche Grenze unterbrochen und nur noch bis Blankenstein betrieben. 1998 wurde sie stillgelegt. Ein Eisenbahnviadukt über die Saale im Süden und eine ihr ähnelnde Straßenüberführung im Norden der Innenstadt verweisen noch auf den Verlauf der Bahnstrecke.
Über Landesstraßen ist Ziegenrück mit Pößneck im Norden, Auma im Nordosten, Schleiz im Osten und Bad Lobenstein im Süden verbunden.

## Persönlichkeiten
- Hans von Seebach (1380–1422), Amtmann von Ziegenrück
- Balthasar Musculus (um 1540–zwischen 1595 und 1597), Komponist[17] und Schulmeister in Ziegenrück
- Caspar Dornau (1577–1632), Arzt und Philologe[18], geboren in Ziegenrück
- Carl Wenzel (1831–1903), Marinegeneralarzt der Kaiserlichen Marine
- Karl Weyrich (1884–1973), 1915–1924 Bürgermeister von Ziegenrück
- Hermann Paschold (1879–1965), Maler, geboren in Ziegenrück
- Lothar Poßner (1896–1972), Maschinenbauingenieur und Hochschulprofessor, geboren in Ziegenrück
- Willy Weidermann (1898–1985), SS-Brigadeführer und Polizeipräsident, geboren in Ziegenrück
- Rudolf Staritz (1921–2021), Nachrichtentechniker, geboren in Ziegenrück